# Salomonuggla
Salomonuggla (Athene jacquinoti) är en fågel i familjen ugglor inom ordningen ugglefåglar.

## Utseende och läte
Salomonugglan är en rätt liten (26–31 cm) uggla. Den har orangefärgade ögon, lätt fläckad brun ovansida och ljusare undersida. Ansiktet är gråbrunt med otydliga vitaktiga ögonbrynsstreck och ett vitt band över strupen. Lätena är dåligt kända, men serier med monotona "poop" eller "chong" har rapporterats.

## Utbredning och systematik
Salomonuggla delas in i fyra underarter med följande utbredning:
- Athene jacquinoti eichhorni – förekommer på Buka, Bougainville och Choiseul, i norra Salomonöarna
- Athene jacquinoti jacquinoti – förekommer på Santa Isabel och San Jorge, i centrala Salomonöarna
- Athene jacquinoti mono – förekommer på Mono i nordvästra Salomonöarna
- Athene jacquinoti floridae – förekommer på Floridaöarna i centrala Salomonöarna

Tidigare inkluderades även arterna makira-, malaita- och guadalcanaluggla i jacquinoti, men dessa urskiljs allt oftare som egna arter.

### Släktestillhörighet
Arten placeras traditionellt i Ninox. Genetiska studier visar dock att den är en del av Athene. Salomonugglans svenska trivialnamn har därför också justerats, från tidigare salomonspökuggla.

## Levnadssätt
Salomonugglan hittas i högrest skog, huvudsakligen i låglänta områden men även upp till 1500 meters höjd.

## Status
Trots det begränsade utbredningsområdet och det faktum att den minskar i antal anses beståndet vara livskraftigt av internationella naturvårdsunionen IUCN. 

## Namn
Fågelns vetenskapliga artnamn hedrar Charles Hector Jacquinot (1796-1879), fransk upptäcktsresande i Stilla havet 1837-1840. Tidigare kallades arten salomonspökuggla, men ändrades 2020 av BirdLife Sveriges taxonomikommitté till salomonuggla efter studier som visar att den sannolikt inte är nära släkt med övriga spökuggglor.